# ペルトバトラクス
ペルトバトラクス（Peltobatrachus）はペルム紀後期（約2億5500万年前）のアフリカに生息していた絶滅両生類である。学名は「盾+カエル」。

## 特徴
全長70cmほどで、強靭な四肢とずんぐりした胴と尾を持つ。完全に陸生であり、水には繁殖時しか戻らなかったようだ。捕食者から身を守るためにアルマジロのような甲を発達させていた。胴と尾部の全体を覆っており、肩帯と骨盤の上が特に幅広くなっている。歯が全く無く、同じく歯を持たない現生のアリクイやハリモグラのように、昆虫・ミミズ・カタツムリなどの小さな無脊椎動物を食べていたらしい。